# Orangegelber Scheidenstreifling
Der Orangegelbe, Orangebraune oder Safran-Scheidenstreifling (Amanita crocea) ist eine essbare Pilzart aus der Familie der Wulstlingsverwandten.

## Merkmale

### Makroskopische Merkmale
Der Hut erreicht 5–10 cm im Durchmesser und hat jung eine kegelige oder glockenähnliche Form, die sich später über eine gewölbte zu einer flachen Form mit Buckel ausbreitet. Er hat eine glatte, kahle, glänzende, gelb-orangefarbene bis orangebraune Huthaut mit leichter Apricot-Note in der Mitte und einen gerieften Rand. Vereinzelt bleiben Hüllreste auf dem Hut zurück. Das Fleisch ist dünn und zerbrechlich, hat keinen charakteristischen Geruch oder Geschmack und zeigt mit Phenol eine weinrote Farbreaktion. Syringaldazin-Tests auf Laccase fallen positiv aus. Die Lamellen stehen dicht gedrängt und frei vom Stiel, sind cremefarben mit einer leichten lachsfarbenen oder pinklichen Reflexion und haben bauchig geformte Schneiden. Das Sporenpulver ist weiß und zeigt mit Iodreagenzien keine Farbreaktion (inamyloid). Der Stiel wird 10–15 cm hoch, hat eine schlanke, sich nach oben verjüngende Form und ist zumindest im Alter hohl. Er ist jung von einer wolligen oder filzigen Struktur überzogen, die später zu feinen Schuppen zerreißt und schließlich ein genattertes Muster bildet. Die Stieloberfläche darunter hat eine etwas blassere Farbe als der Hutrand und die Faserstruktur darauf anfangs eine noch blassere Farbe, die später deutlich dunkler wird. Der Stiel steckt in einer dicken, sackartigen lappigen Scheide (Volva), die von außen weißlich und innen hutfarben ist, und hat keinen Ring.

### Mikroskopische Merkmale
Die weißen, rundlichen (Verhältnis von längstem zu schmalstem Durchmesser zwischen 1,07 und 1,10, selten bis 1,11) Sporen messen 8–12(–18) Mikrometer im Durchmesser und haben eine glatte Oberfläche. An den Basidienansätzen sind keine Schnallen vorhanden.

## Artabgrenzung
Er kann mit anderen ähnlichen und essbaren Scheidenstreiflingen verwechselt werden. Der Rotbraune Scheidenstreifling (Amanita fulva) ist schmächtiger, kleiner und eher bei Nadelbäumen wie Fichten und nicht bei Erlen, Eschen, Hainbuchen, Haseln und Pappeln zu finden. Außerdem zeigt das Fleisch im Gegensatz zu Amanita fulva mit Phenol keine Farbreaktion. Der Gelbe Scheidenstreifling (Amanita flavescens) unterscheidet sich durch etwas länglichere Sporen (Länge-Breite-Verhältnis in der Regel über 1,12), eine zumindest bei reifen Fruchtkörpern immer klar 2-schichtige Huthaut und bildet nur mit Birken Mykorrhiza. Die tödlichen Knollenblätterpilze haben glatte Hutränder und beringte Stiele, wobei der Ring im Alter auch verloren gehen kann.

## Ökologie
Er wächst in Mykorrhiza-Symbiose mit Bäumen in Nadel- und Laubwäldern, gerne bei Birken und auf versauerten Böden, und fruktifiziert von Juni bis November, hauptsächlich im Sommer. Mykorrhiza-Partner können Birken, Eichen, Erlen, Fichten, Hainbuchen, Haseln und Pappeln sein.

## Verbreitung
Er ist in Europa, Nordamerika (USA, Mexiko), Japan und in der russischen Region Primorje am Japanischen Meer verbreitet.

## Systematik und Taxonomie
Er wird der Sektion der Streiflinge (Vaginatae) der Gattung der Wulstlinge oder Knollenblätterpilze (Amanita) zugeordnet.
1982 wurde von Henri Romagnesi die Varietät subnudipes beschrieben, die sich durch einen kahlen Stiel und mikroskopische Eigenschaften unterscheidet.
Es gibt noch unbeschriebene, eigene Arten, die derzeit zusammen unter dem Namen Amanita crocea laufen.

## Bedeutung
Der Orangegelbe Scheidenstreifling wird als Speisepilz genutzt. Er ist roh giftig und gut gekocht essbar.